# Rudtjärnen (Vika socken, Dalarna)
Rudtjärnen är en sjö i Falu kommun i Dalarna och ingår i Dalälvens huvudavrinningsområde.